# Pachybracon jejunus
Pachybracon jejunus är en stekelart som först beskrevs av Cameron 1899.  Pachybracon jejunus ingår i släktet Pachybracon och familjen bracksteklar. Inga underarter finns listade i Catalogue of Life.